# Charles Jenkinson, 1. hrabě z Liverpoolu
Charles Jenkinson, 1. hrabě z Liverpoolu (Charles Jenkinson, 1st Earl of Liverpool, 1st Baron Hawkesbury, 7th Baronet Jenkinson of Hawkesbury) (26. dubna 1729, Winchester, Anglie – 17. prosince 1808, Londýn, Anglie) byl britský státník. Patřil ke straně toryů a díky trvalé přízni Jiřího III. zastával s přestávkami více než čtyřicet let vysoké funkce ve státní správě. Jako ministr války (1778-1782) byl odpůrcem emancipačních snah kolonií v severní Americe, poté byl nejdéle úřadujícím ministrem obchodu (1786-1804). S titulem barona byl od roku 1786 členem Sněmovny lordů, později získal titul hraběte z Liverpoolu (1796). Jeho starší syn Robert byl britským premiérem (1812-1827), mladší syn Charles zastával funkci nejvyššího hofmistra (1841-1846). Titul hrabat z Liverpoolu přešel ve 20. století na spřízněnou rodinu Foljambe.

## Kariéra
Pocházel ze staré šlechtické rodiny, byl starším synem plukovníka Charlese Jenkinsona (1693-1768), po matce byl spřízněn s rodinou předsedy Dolní sněmovny Charlese Cornwalla (1730-1789). Vystudoval v Oxfordu, původně působil jako novinář a spisovatel. V letech 1758-1760 byl tajemníkem ministra zahraničí hraběte z Holdernessu, od roku 1760 byl tajemníkem hraběte z Bute, pozdějšího premiéra. V letech 1761-1786 byl členem Dolní sněmovny, kde patřil ke straně toryů. V šedesátých letech 18. století zastával řadu nižších funkcí ve vládním aparátu (státní podsekretář zahraničí 1761-1762, pokladník v úřadu generálního polního zbrojmistra 1762-1763, státní podtajemník na ministerstvu financí 1763-1765, lord admirality 1766-1767 a 1768-1770, lord pokladu 1767-1773). V roce 1773 se stal vicepokladníkem pro Irsko, téhož roku byl jmenován členem Tajné rady. Mimo jiné působil také u dvora a v letech 1765-1772 byl auditorem princezny waleské.
Ve funkci státního sekretáře války (1778-1782) byl odpůrcem snah amerických kolonií o nezávislost. V té době byl značně nepopulární a musel odstoupit s pádem Northova kabinetu, krátce nato se ale vrátil do nejvyšších funkcí. V letech 1784-1786 byl členem výboru Tajné rady pro obchod a kolonie, po obnovení úřadu pro obchod byl jeho prvním a dlouholetým prezidentem (1786-1804), v letech 1786-1803 byl zároveň lordem kancléřem vévodství lancasterského. Jeho rezignace na tento post v roce 1803 vyvolala rozsáhlou rekonstrukci vlády. V roce 1786 vstoupil do Sněmovny lordů s titulem barona Hawkesbury, o deset let později získal titul hraběte z Liverpoolu (1796), po bratranci Siru Banksu Jenkinsonovi mezitím v roce 1790 zdědil také titul baroneta.
Z doby jeho působení na ministerstvu obchodu pochází pojmenování řeky Hawkesbury v Austrálii a města Hawkesbury v Kanadě.

## Rodinné a majetkové poměry
Poprvé se oženil až ve čtyřiceti letech, jeho manželkou se v roce 1769 stala Amelia Watts (†1770), která zemřela krátce po porodu jediného syna. Podruhé se oženil v roce 1777 s Catherine Bisshopp, ovdovělou Cope (1744-1827). Z prvního manželství pocházel syn Robert, pozdější premiér, z druhého manželství byl syn Charles, pozdější nejvyšší hofmistr království. Dcera Charlotte (1785-1863) byla manželkou 1. hraběte z Verulamu, jejich dcera Catherine (1810-1874) byla manželkou pozdějšího ministra zahraničí 4. hraběte Clarendona.
Jeho sídlem byl zámek Addiscombe Place (Surrey), který po jeho smrti koupila Východoindická společnost a zřídila zde vojenskou školu.
Charlesův mladší bratr John Jenkinson (1734-1805) sloužil v armádě a dosáhl hodnosti plukovníka, v letech 1768-1780 byl též poslancem Dolní sněmovny. Z jeho potomstva pochází současná linie baronetů z Hawkesbury (Sir John Banks Jenkinson, 14. baronet, *1945).